# Nippon Sharyo

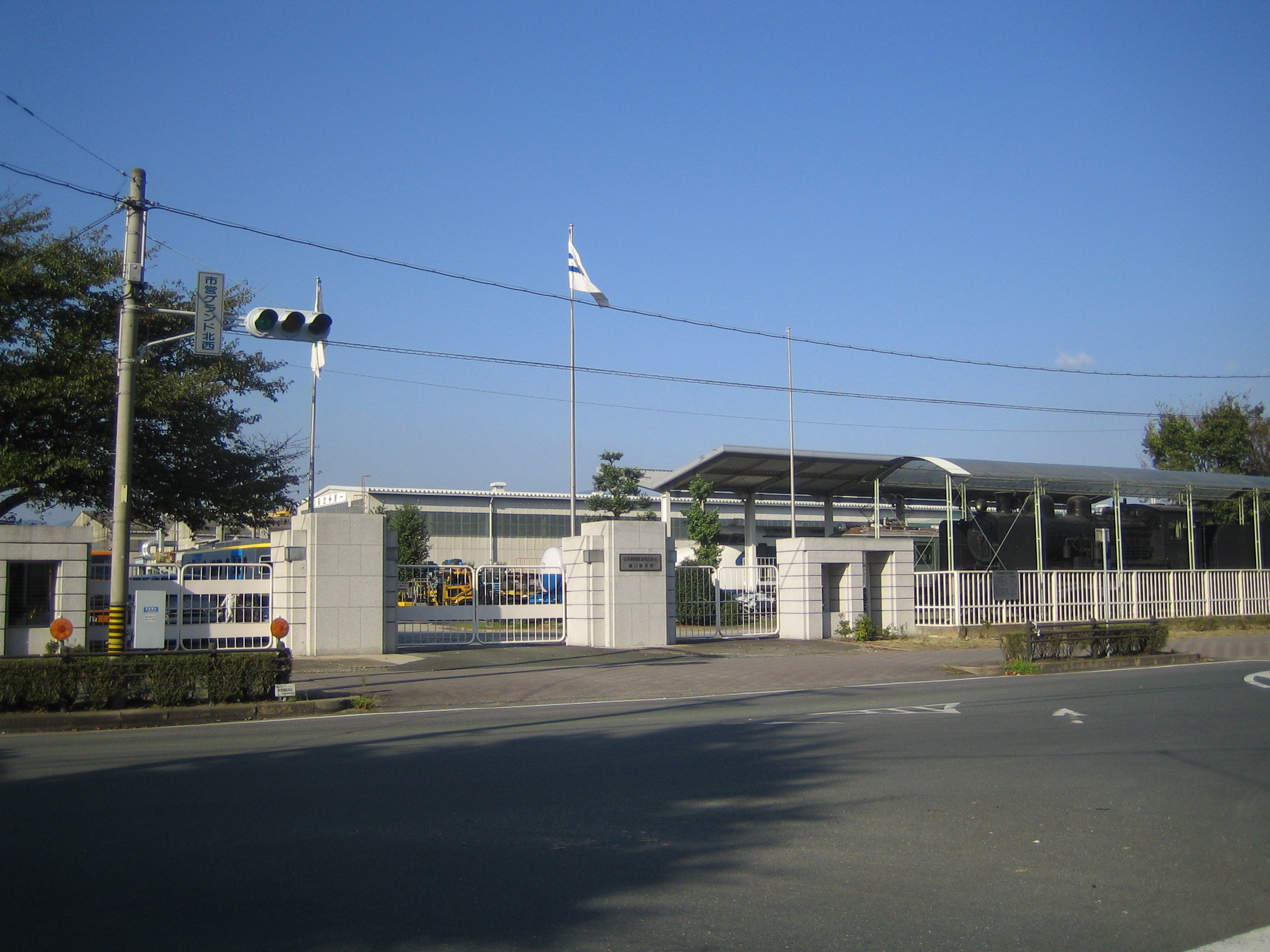
Fábrica de material rodante de Nippon Sharyo en Toyokawa, Aichi

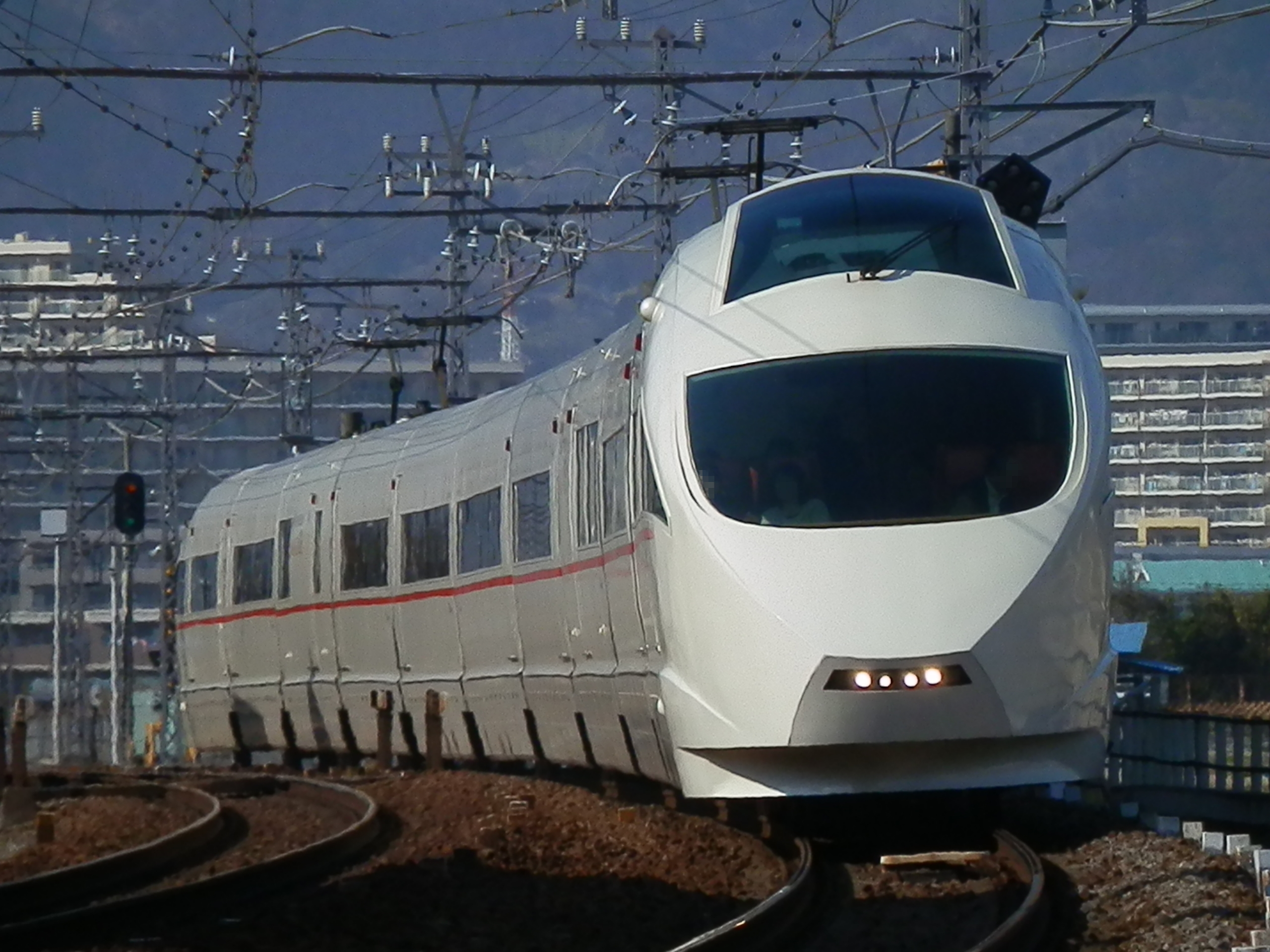
Serie 50000 VSE de Odakyū fabricados por Nissha

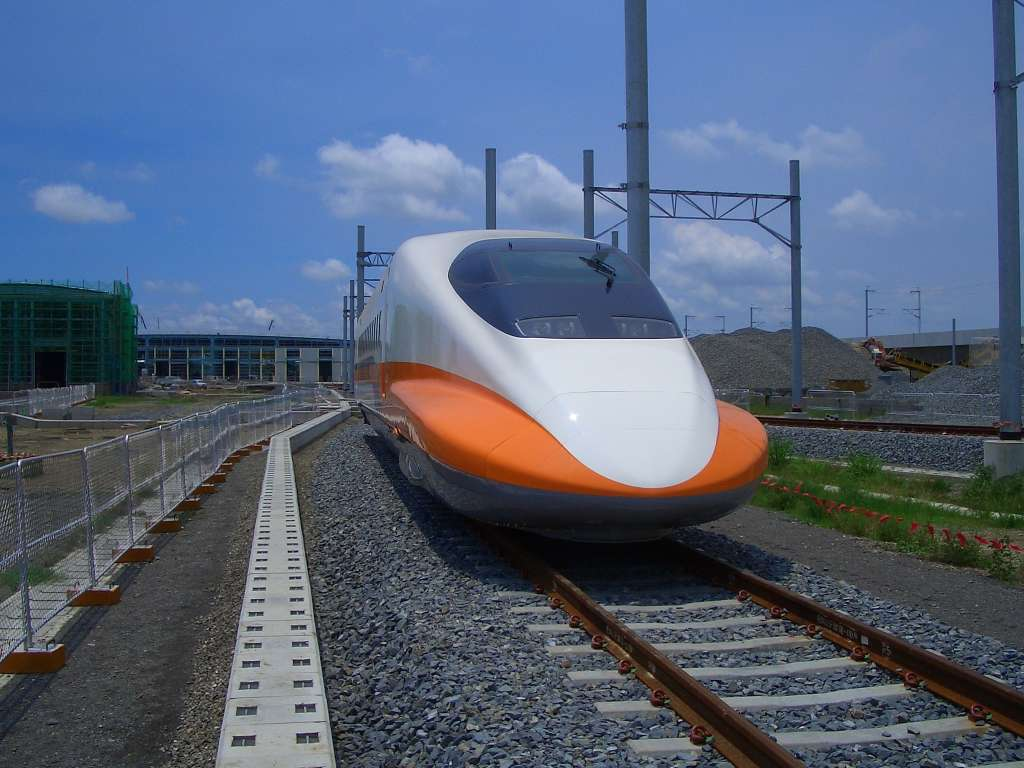
Shinkansen serie 700T de Taiwán

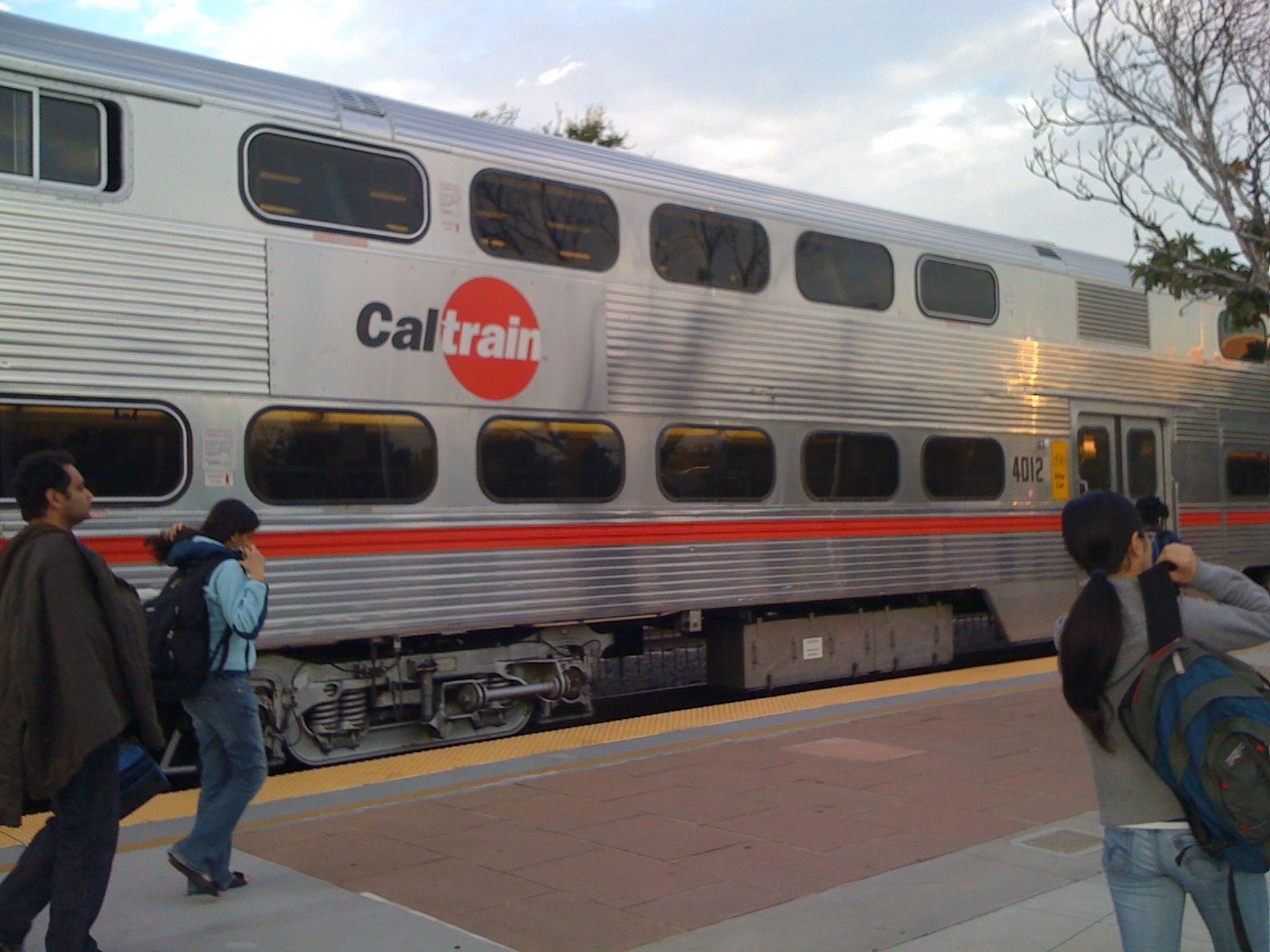
Coche de dos niveles de Caltrain

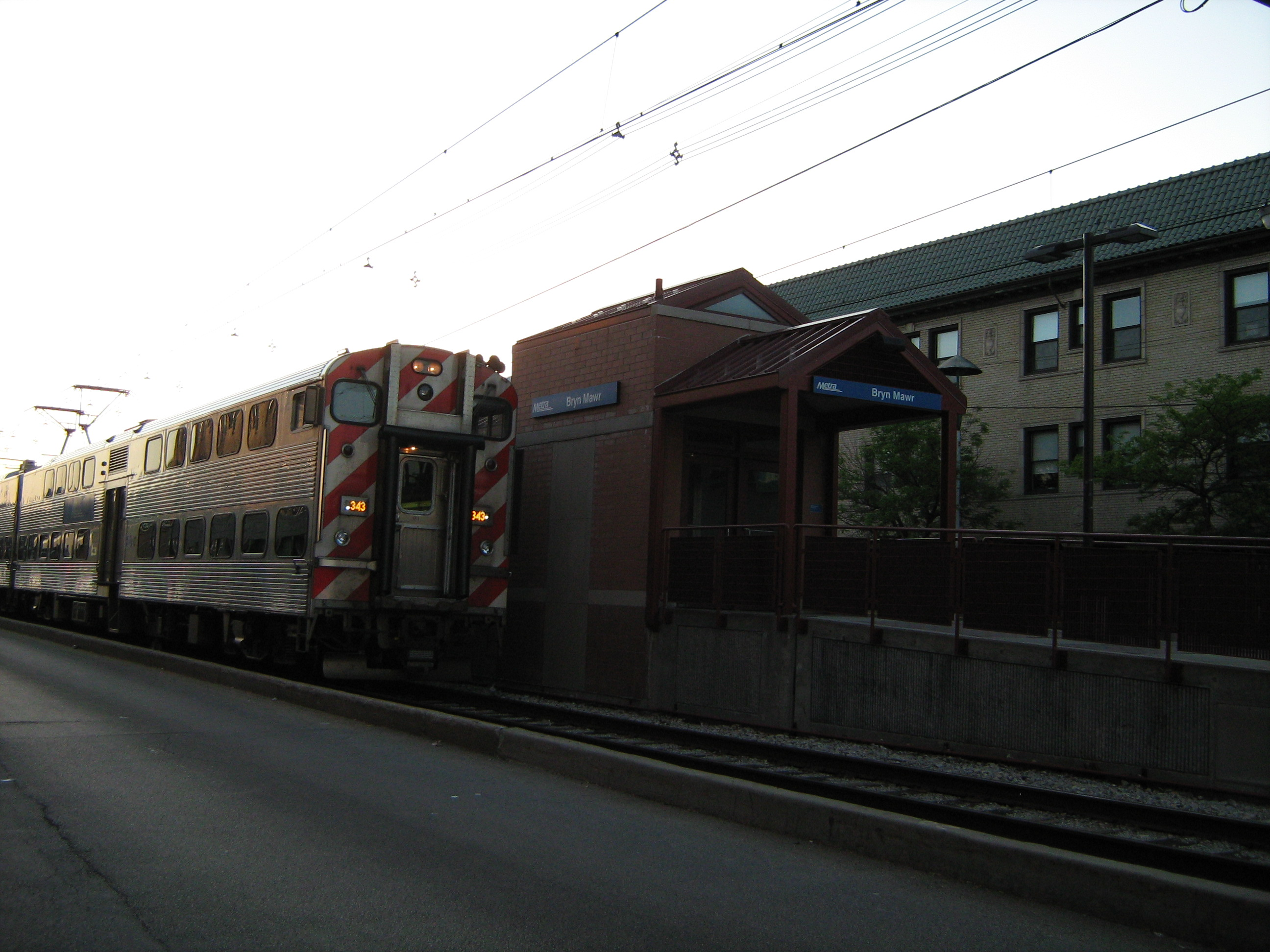
Coche Highliner II

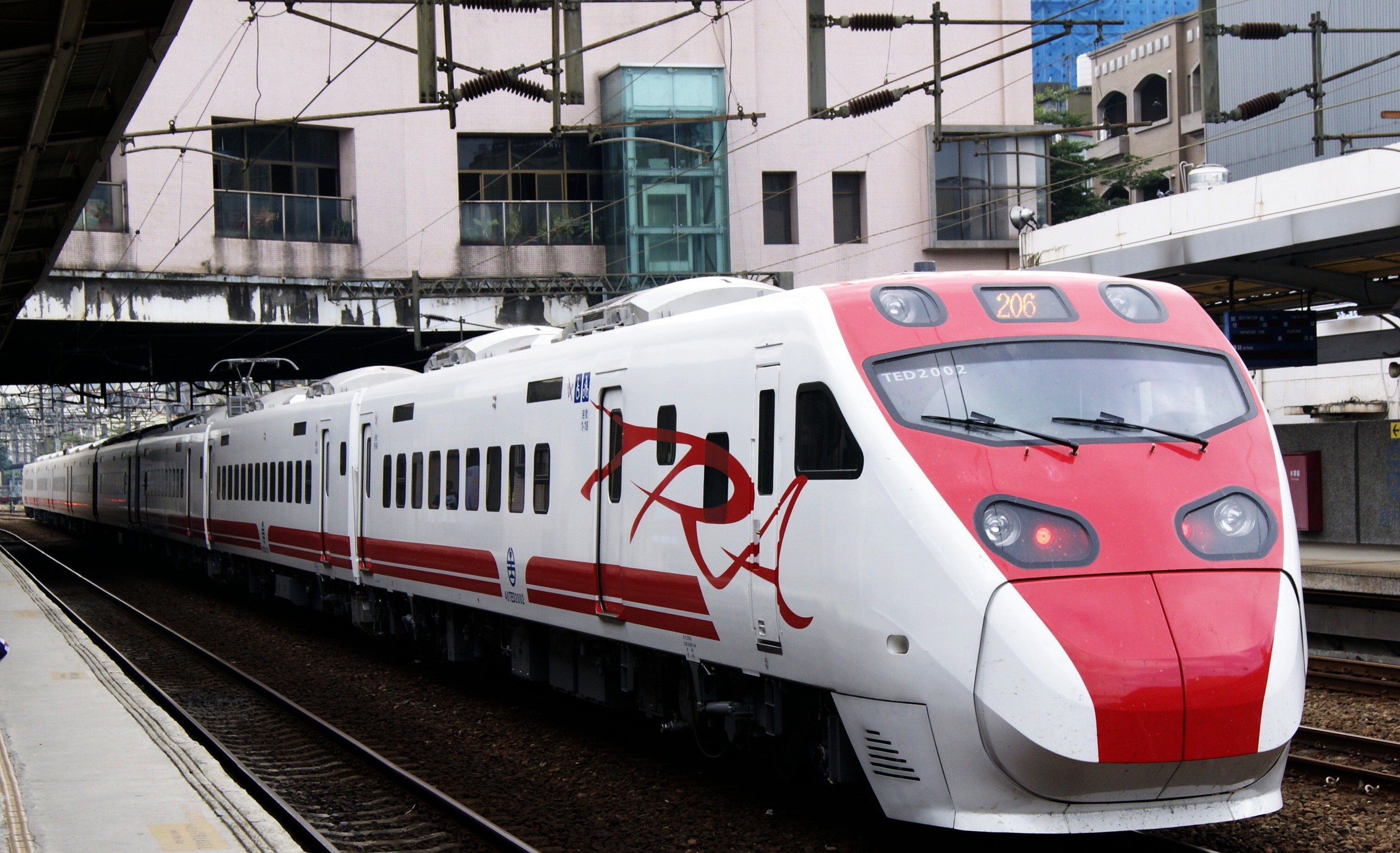
TEMU 2000

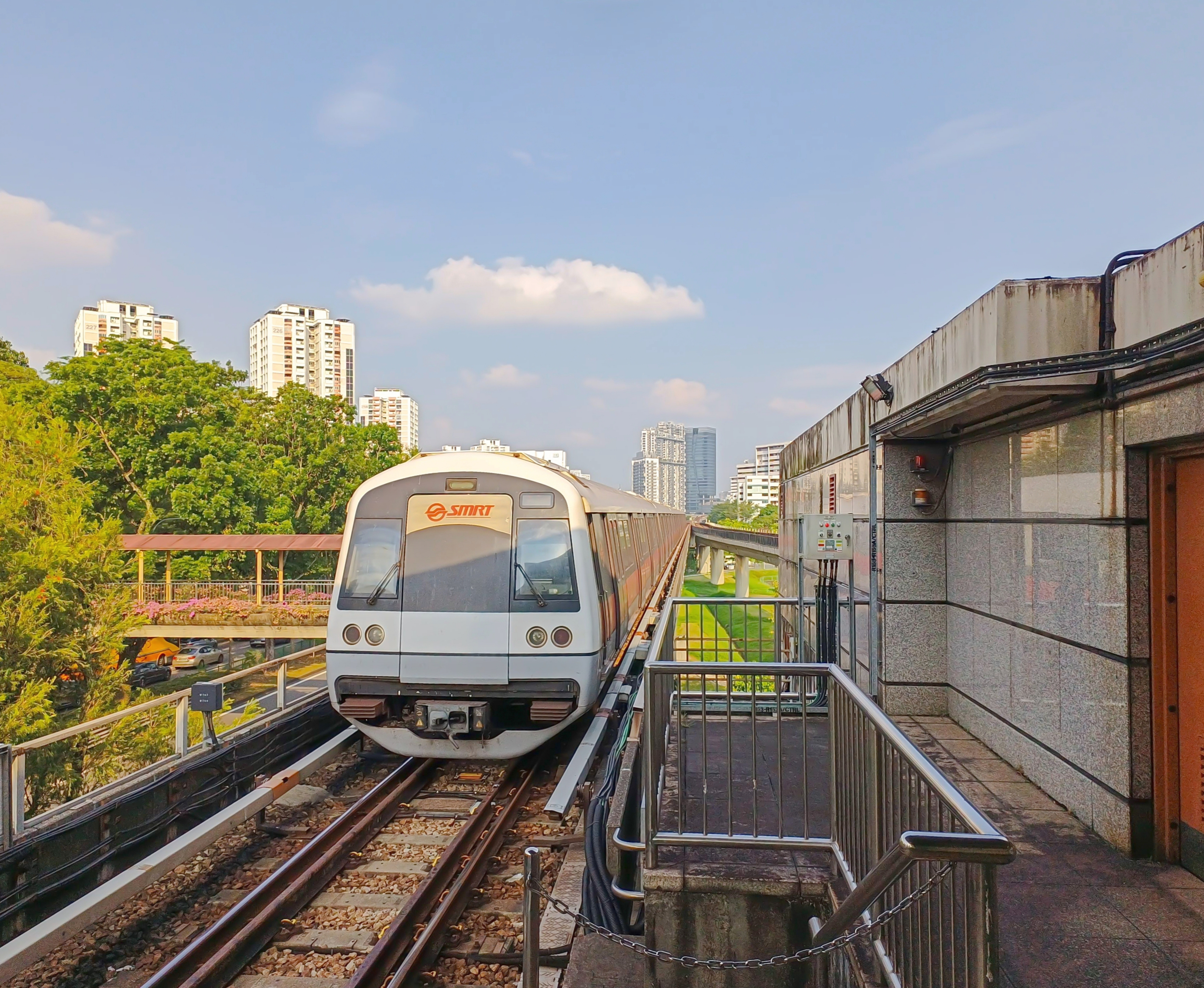
C751B

Nippon Sharyo, Ltd.  (日本車輌製造株式会社 Nippon Sharyō Seizō Kabushiki-gaisha?), creada en 1896, es un fabricante de material rodante con sede en Nagoya, Japón. En 1996 su nombre fue abreviado a Nippon Sharyō (日本車両), de modo más abreviado Nissha (日車). Hasta el año 2004, fue parte del Nikkei 225, actualmente es miembro en las bolsas de Tokio y Nagoya. En 2008 JR Central se convierte en su mayor accionista con el 50,1% de sus acciones; convirtiéndose así en una subsidiaria de la misma. En julio de 2012, inaugura una fábrica en Rochelle, Illinois, EUA.

## Proyectos notables

### Japón
- Formaciones del Shinkansen (tren bala)
  - Serie 0
  - Serie 100
  - Serie 200
  - Serie 300
  - Serie 500
  - Serie 700
  - Serie N700
  - Serie 700T
  - Serie E2
- Formaciones del tren eléctrico de Odakyu
  - Serie 50000 VSE
- Linimo (tren de levitación magnética)

### Argentina
- Unidades eléctricas del Ferrocarril General Mitre y Ferrocarril Sarmiento
- Unidades múltiples del Ferrocarril General Urquiza
- Unidades múltiples del Ferrocarril General Roca

### Brasil
- Unidades múltiples del metro de Porto Alegre

### Canadá
- Trenes de trabajo, de la comisión de tránsito de Toronto
  - Coche de lavado RT22/RT17 fabricado en 1973 y reconstruido en 1996
  - Coche grúa RT13
  - Coche basurero RT10, retirado en 2000
- Unidades diésel múltiples de la Union Pearson Express (conjuntamente con la corporación Sumitomo)

### Filipinas
- Sistema de tránsito ligero (LRT) de Manila

### Singapur
- Unidades múltiples del MRT de Singapur
  - Coches C751B[3]

### Taiwán
- Administración de ferrocarriles de Taiwán 
  - Serie EMU700 operando como suburbano
  - Tren expreso DMU3100
  - Expreso de Puyuma (TEMU 2000) - Tren Pendulante[4]

### EUA
- Unidades eléctricas múltiples de la línea de la costa sur (NICTD por sus siglas en inglés) de Indiana
- Coches push-pull del MARC en Maryland (en conjunto con la corporación Sumitomo)
- Vehículos ligeros del Metro de Los Ángeles
  - P865
  - P2020
- Coches doble piso del Metra y coches del Highliner, en Chicago.
- Coches doble piso del ferrocarril expreso de Virginia (VRE por sus siglas en inglés)
- Coches doble piso del Caltrain, en la zona de la bahía de San Francisco
- Unidades diésel múltiples del suburbano de Sonoma-Marin (en conjunto con la coproración Sumitomo[5]
- Coches doble piso del suburbano SEMCOG en Míchigan

### Venezuela
- Unidades eléctricas múltiples EMU serie 2000 (2001) y 3000 (2013) del suburbano Caracas-Cua del Instituto de Ferrocarriles del Estado (IFE) en la línea Ezequiel Zamora (Región Central)

### Indonesia
- Series Rheostatik
  - Serie 1976: Con dos puertas y carrocería de acero al carbono
  - Serie 1978,1983,1984: Con tres puertas y carrocería de acero al carbono
  - Serie 1986,1987:Con tres puertas y carrocería de acero inoxidable
- Unidades diésel múltiples usadas en las líneas Surabaya-Lamongan, Surabaya-Sidoarjo, etc

## Participación durante segunda guerra
Durante 1936, Nippon Sharyo, construyó la locomotora a vapor C56-31, la cual fue usada en 1943 en el infame Ferrocarril de Birmania, construido por alrededor de 100.000 PDG Aliados y otros obreros esclavos. Esta locomotora restaurada actualmente se encuentra en el museo de guerra de Yasukuni, Tokio; grupos de veteranos Japoneses juntaron fondos para traerla devuelta a Japón desde Burma en 1979.
Durante la Segunda Guerra Mundial, Nippon Sharyo, como muchas otras empresas Japonesas utilizaron prisioneros de guerra como mano de obra para mantener la producción, uno de ellos campo de PDG de Narumi proveyó de fuerza de fuerza laboral a la Nippon Sharyo.